# Carlos II da Áustria
Carlos II da Áustria-Estíria (Viena, 3 de junho de 1540 — Graz, 10 de julho de 1590) foi Arquiduque da Áustria, Duque de Estíria, de Caríntia e de Carniola, e Conde de Gorizia. Filho do imperador romano-germânico Fernando I e de sua esposa Ana da Boêmia, filha de Ladislau II, rei da Boêmia e da Hungria.

## Casamento e descendência
Casou com sua sobrinha Maria Ana de Baviera (1551-1608), filha do duque Alberto V de Baviera e de sua irmã Ana de Habsburgo (1528-1590). Desta união nasceram 15 filhos:
- Fernando de Habsburgo (1572) - Arquiduque da Áustria.

- Ana de Habsburgo (Graz, 16 de agosto de 1573 - Varsóvia, 2 de fevereiro de 1598). Arquiduquesa da Áustria, casada com Sigismundo Vasa, Rei da Polônia.

- Maria Cristina de Habsburgo (1574-1621). Arquiduquesa da Áustria.

- Catarina de Habsburgo (1576-1595). Arquiduquesa da Áustria.

- Isabel de Habsburgo (1577-1586). Arquiduquesa da Áustria.

- Fernando II (Graz, 9 de julho de 1578 - Viena, 15 de fevereiro de 1637). Arquiduque da Áustria. Duque de Estíria (1590), Rei da Boêmia (1617), Rei da Hungria (1618) e Imperador Romano-Germânico (1619). Casado com Maria Ana de Baviera.

- Carlos de Habsburgo (1579-1580). Arquiduque da Áustria.

- Gregória de Habsburgo (1581-1597). Arquiduquesa da Áustria.

- Leonor de Habsburgo (1582-1620). Arquiduquesa da Áustria.

- Maximiliano de Habsburgo (1583-1616). Arquiduque da Áustria.

- Margarida de Habsburgo (Graz, 25 de dezembro de 1584 - El Escorial, 3 de agosto de 1611). Arquiduquesa da Áustria. Casada com Felipe III de Espanha, e Rainha de Espanha.

- Leopoldo V de Habsburgo (Graz, 9 de outubro de 1586 – Tirol, 13 de setembro, 1632). Arquiduque da Áustria, Conde do Tirol. Casado com Cláudia de Médici.

- Constança de Habsburgo (Graz, 24 de dezembro de 1588 - Varsóvia, 10 de julho de 1631). Arquiduquesa da Áustria. Casada com Sigismundo III da Polônia, Rei de Polônia.

- Maria Madalena da Áustria (Graz, 7 de outubro de 1589 - Florença, 1 de novembro de 1631). Arquiduquesa da Áustria. Casada com Cosme II de Médici, Grão-duque da Toscana.

- Carlos de Habsburgo (1590 - 1624). Arquiduque da Áustria.